# Jonás Ramalho
Pour les articles homonymes, voir Ramalho.
Jonás Ramalho Chimeno, né le 10 juin 1993 à Barakaldo, est un footballeur international angolais qui joue au poste de défenseur central au Ohod Club.

## Biographie
Fils d'un père angolais et d'une mère espagnole, il intègre le club de l'Athletic Bilbao à l'âge de 10 ans. Il débute lors d'un match amical contre la SD Amorebieta à 14 ans, 8 mois et 17 jours et détient le record du joueur le plus jeune à avoir joué avec l'Athletic Bilbao. Il est également le premier joueur non-blanc à jouer pour l'Athletic, ce qui peut s'expliquer par la politique de recrutement de ce club qui n'accepte que les joueurs basques ou formés au Pays Basque, la Navarre incluse.
Il est sélectionné dans l'équipe d'Espagne des moins de 17 ans de football et dispute la Coupe du monde des moins de 17 ans en 2009. L'équipe espagnole est éliminée en demi-finale contre le Nigeria et termine troisième de la compétition. L'année suivante, il participe au Championnat d'Europe des moins de 17 ans, où il atteint la finale qu'il perd contre l'Angleterre.

## Palmarès
| - Espagne - 17 ans - Coupe du monde des moins de 17 ans - Troisième : 2009. - Championnat d'Europe des moins de 17 ans - Finaliste : 2010. |  | - Espagne - 19 ans - Championnat d'Europe des moins de 19 ans - Vainqueur : 2011, 2012. |